# Talpanas lippa
Talpanas lippa ist eine ausgestorbene Entenart, die auf der Hawaii-Insel Kauaʻi endemisch war. Sie ist die einzige bekannte Art der Gattung Talpanas. Die wissenschaftliche Erstbeschreibung erfolgte im November 2009 durch Storrs L. Olson und Helen F. James im Journal Zootaxa. Die Art ist nur von subfossilem Material bekannt, das in der Makauwahi-Höhle im Māhāʻulepū Valley auf Kauaʻi zu Tage gefördert wurde. Das Alter der Knochen wird auf die Zeit von 4050 v. Chr. (6000 yBP) geschätzt.

## Etymologie
Der Gattungsname „Talpanas“ leitet sich von der lateinischen Bezeichnung „talpa“ für Maulwurf ab und bezieht sich auf die winzigen Augen. „Anas“ ist das lateinische Wort für Ente. Das Artepitheton „lippa“ ist vom lateinischen Wort „lippus“ für „fast blind“ abgeleitet.

## Beschreibung
Der Tarsometatarsus von Talpanas lippa ist kurz und kräftig. Die Hirnschale ist flach und breit im Verhältnis zur Länge. Die Augenhöhlen (Orbita) und die Foramina optica (Löcher im Schädel, durch die die Sehnerven von den Augen zum Gehirn verlaufen) sind sehr klein. Insgesamt zeigen die Körpermerkmale, dass die Augen und die Sehnerven dieser Ente deutlich reduziert waren. Daher kann davon ausgegangen werden, dass diese Art nahezu blind und vermutlich flugunfähig war. Jedoch sind die Foramina des Ober- und Unterkiefers (Löcher, durch die der Nervus trigeminus hindurchläuft) sehr groß, was darauf hindeutet, dass dort größere Nerven für den Tastsinn vorhanden waren. Olson und James vermuten, dass diese Ente in Abwesenheit eines guten Sehvermögens mit Hilfe von olfaktorischen Reizen und ihres tastempfindlichen Schnabels ihre Umgebung erkundet hat.
Der Holotypus, der aus einem teilweise erhaltenen Schädel besteht, wird unter der Etikettnummer USNM 535683 in der Smithsonian Institution aufbewahrt.

## Lebensweise
Talpanas lippa hatte vermutlich eine nachtaktive und terrestrische Lebensweise. Wahrscheinlich nahm sie die gleiche ökologische Nische ein, wie heute die Kiwis auf Neuseeland.